# Dioctria samarana
Dioctria samarana là một loài ruồi trong họ Asilidae. Dioctria samarana được Becker miêu tả năm 1923. Loài này phân bố ở vùng Cổ Bắc giới.